# Summit (Nueva York)
Summit es un pueblo ubicado en el condado de Schoharie en el estado estadounidense de Nueva York. En el año 2000 tenía una población de 1,123 habitantes y una densidad poblacional de 12 personas por km².

## Geografía
Summit se encuentra ubicado en las coordenadas 42°34′21″N 74°36′4″O / 42.57250, -74.60111.

## Demografía
Según la Oficina del Censo en 2000 los ingresos medios por hogar en la localidad eran de $37,386, y los ingresos medios por familia eran $40,139. Los hombres tenían unos ingresos medios de $32,279 frente a los $24,792 para las mujeres. La renta per cápita para la localidad era de $16,778. Alrededor del 15.9% de la población estaban por debajo del umbral de pobreza.